# Piper laurinum
Piper laurinum là một loài thực vật có hoa trong họ Hồ tiêu. Loài này được Roem. & Schult. miêu tả khoa học đầu tiên năm 1817.